# ايمانويل نوردي
ايمانويل نوردي (بالإيطالية: Emanuele Nordi)‏ (23 أبريل 1984 بكوماكيو في إيطاليا - ) هو لاعب كرة قدم إيطالي في مركز حراسة المرمى. لعب مع نادي ألساندريا ونادي سبال ونادي فروسينوني وAtessa Val di Sangro SSD ‏ ونادي طرابنش 1905 ‏ وRovigo Calcio ‏ ونادي تيرامو ونادي تارانتو 1927 ونادي جيلا.

## روابط خارجية
- ايمانويل نوردي على موقع قاعدة بيانات كرة القدم.إي يو (الإنجليزية)
- ايمانويل نوردي على موقع Soccerway.com (الإنجليزية)